# 多々羅温泉
多々羅温泉（たたらおんせん）は、愛媛県今治市上浦町井口（旧国伊予国）、瀬戸内海の大三島にある温泉。

## 泉質
- 含弱放射線 - カルシウム・ナトリウム - 塩化物冷鉱泉
  - ラドンを含む、源泉温度22.3℃の冷鉱泉である。
  - 湧出量毎分17リットル。
  - 源泉は1000メートルボーリングを実施して開発。
  - 循環・加温を行っている。

## 温泉地
1995年に上浦町営の日帰り入浴施設「しまなみの湯多々羅温泉」が開館し、のちに地元の観光業者である株式会社しまなみが管理・運営にあたった。
2018年4月1日からは、NPO法人「輝け上浦」の管理となった。総事業費は約2億2千万円で、地元住民やサイクリストなど年間5万人ほどの利用があった。
また、近隣の多々羅スポーツ公園（しまなみドーム）内には日帰り入浴施設「三島の湯」がある。

## 歴史
2018年7月の西日本豪雨では「しまなみの湯多々羅温泉」の源泉タンクや変電設備が土砂に飲み込まれるなど大きな被害を受けた。
今治市では、復旧費用が総事業費に匹敵する2億円程度を要することと、土石流危険渓流エリアに含まれることから、復旧を断念し廃止を決めた。

## アクセス
- 車：西瀬戸自動車道大三島ICより約5分。
- バス：しまなみライナー「大三島IC」停留所下車、徒歩約20分
大三島島内バス「戸板」停留所下車、徒歩約10分
- 自転車：道の駅今治市多々羅しまなみ公園より約3分（レンタサイクル有り）